# Alina Čaraeva
Alina Alekseevna Čaraeva (in russo Алина Алексеевна Чараева?; Russia, 27 maggio 2002) è una tennista russa.

## Carriera
Alina Čaraeva ha vinto 8 titoli in singolare e 6 titoli in doppio nel circuito ITF. L'8 novembre 2021 ha ottenuto il suo best ranking nel singolare piazzandosi alla 317ª posizione, mentre il 7 marzo 2022 ha raggiunto il miglior piazzamento mondiale nel doppio alla 227ª posizione.
Ha fatto il suo debutto nel circuito maggiore al Kremlin Cup 2019 - Doppio femminile, in coppia con la connazionale Sof'ja Lansere.

## Statistiche ITF

### Singolare

#### Vittorie (8)
| Torneo $100.000 (0) |
| Torneo $80.000 (0)  |
| Torneo $60.000 (1)  |
| Torneo $40.000 (1)  |
| Torneo $25.000 (3)  |
| Torneo $15.000 (3)  |

| N. | Data              | Torneo                                                   | Superficie  | Avversaria in finale | Punteggio   |
| 1. | 11 novembre 2018  | Circuito Internacional Femenino Castellon Spain, Vinaròs | Terra rossa | Júlia Payola         | 6–1, 6-2    |
| 2. | 26 settembre 2021 | SA Spring Open, Johannesburg                             | Cemento     | Richèl Hogenkamp     | 2-0, rit.   |
| 3. | 5 novembre 2022   | ITF Women's Tour Castellón, Castellón de la Plana        | Terra rossa | Natalia Siedliska    | 7–6(4), 6–3 |
| 4. | 20 novembre 2022  | Open Internacional de Tenis Femenino WTA Nules, Nules    | Terra rossa | Noelia Bouzó Zanotti | 6-4, 6-3    |
| 5. | 5 novembre 2023   | Magic Tours by FTT, Monastir                             | Cemento     | Marija Bondarenko    | 7-5, 6-3    |
| 6. | 18 dicembre 2023  | Magic Tours by FTT, Monastir                             | Cemento     | Guiomar Maristany    | 6-2, 6-4    |
| 7. | 18 agosto 2024    | Ciudad de Ourense, Ourense                               | Cemento     | Haruka Kaji          | 7-6(7), 6-1 |
| 8. | 25 maggio 2025    | Kuršumlijska Banja Open, Kuršumlijska Banja              | Terra rossa | Teodora Kostović     | 6-4, 7-6(5) |

#### Sconfitte (3)
| Torneo $100.000 (1) |
| Torneo $80.000 (0)  |
| Torneo $60.000 (0)  |
| Torneo $40.000 (0)  |
| Torneo $25.000 (2)  |
| Torneo $15.000 (0)  |

| N. | Data             | Torneo                                                      | Superficie  | Avversaria in finale | Punteggio     |
| 1. | 6 settembre 2020 | Marbella Intecracy ITF Cup, Marbella                        | Terra rossa | Zheng Qinwen         | 6-4, 4-6, 4-6 |
| 2. | 8 ottobre 2023   | Jcastillo-Occident, Baza                                    | Cemento     | Lea Bošković         | 3-6, 2-6      |
| 3. | 27 ottobre 2024  | Torneig Internacional Els Gorchs, Les Franqueses del Vallès | Cemento     | Anastasija Zacharova | 3-6, 1-6      |

### Doppio

#### Vittorie (6)
| Torneo $100.000 (1) |
| Torneo $80.000 (0)  |
| Torneo $60.000 (1)  |
| Torneo $40.000 (1)  |
| Torneo $25.000 (2)  |
| Torneo $15.000 (1)  |

| N. | Data              | Torneo                                                          | Superficie  | Compagna             | Avversarie in finale                 | Punteggio           |
| 1. | 21 settembre 2019 | Forte Village International Tournament, Pula                    | Terra rossa | Andrea Gámiz         | Eva Vedder Stephanie Judith Visscher | 7-6(1), 6-3         |
| 2. | 5 settembre 2020  | Marbella Intecracy ITF Cup, Marbella                            | Terra rossa | Oksana Selechmet'eva | Miriam Bulgaru Victoria Muntean      | 6-3, 6-2            |
| 3. | 31 ottobre 2020   | Torneig Internacional Femení Platja d'Aro, Castell-Platja d'Aro | Terra rossa | Oksana Selechmet'eva | Alba Carrillo Marín Júlia Payola     | 5–7, 6–1, [10–5]    |
| 4. | 17 luglio 2021    | President's Cup, Nur-Sultan                                     | Cemento     | Marija Timofeeva     | Evgenija Levašova Laura Pigossi      | 7–6(5), 2–6, [10–6] |
| 5. | 2 marzo 2024      | Wiphold International, Pretoria                                 | Cemento     | Ekaterina Rejngol'd  | Isabella Kruger Zoë Kruger           | 6-0, 5-7, [10-3]    |
| 6. | 27 ottobre 2024   | Torneig Internacional Els Gorchs, Les Franqueses del Vallès     | Cemento     | Ekaterina Rejngol'd  | Mina Hodzic Caroline Werner          | 6-2, 7-6(2)         |

#### Sconfitte (3)
| Torneo $100.000 (0) |
| Torneo $80.000 (0)  |
| Torneo $60.000 (0)  |
| Torneo $40.000 (0)  |
| Torneo $25.000 (3)  |
| Torneo $15.000 (0)  |

| N. | Data           | Torneo                        | Superficie  | Compagna          | Avversarie in finale              | Punteggio           |
| 1. | 27 luglio 2024 | AHG Cup, Horb am Neckar       | Terra rossa | Yuki Naito        | Aneta Kučmová Nika Radišić        | 4-6, 7-6(3), [2-10] |
| 2. | 5 ottobre 2024 | Open JCastillo-Occident, Baza | Cemento     | Nahia Berecoechea | Tayisiya Morderger Yana Morderger | 3-6, 6(1)-7         |
| 3. | 28 marzo 2025  | Terrassa Open, Terrassa       | Terra rossa | Yasmine Mansouri  | Aneta Kučmová Caroline Werner     | 6-3, 1-6, [6-10]    |

## Grand Slam Junior

### Singolare

#### Sconfitte (1)
| Tornei del Grande Slam  |
| ----------------------- |
| Australian Open (0)     |
| Open di Francia (1)     |
| Torneo di Wimbledon (0) |
| US Open (0)             |

| N. | Data            | Torneo                  | Superficie  | Avversaria in finale | Punteggio     |
| 1. | 10 ottobre 2020 | Open di Francia, Parigi | Terra rossa | Elsa Jacquemot       | 6-4, 4-6, 2-6 |

### Doppio

#### Sconfitte (1)
| Tornei del Grande Slam  |
| ----------------------- |
| Australian Open (0)     |
| Open di Francia (1)     |
| Torneo di Wimbledon (0) |
| US Open (0)             |

| N. | Data          | Torneo                  | Superficie  | Compagna             | Avversario in finale    | Punteggio |
| 1. | 8 giugno 2019 | Open di Francia, Parigi | Terra rossa | Anastasija Tichonova | Chloe Beck Emma Navarro | 1-6, 2-6  |